# Czeronka Stukańska (majątek)
Czeronka Stukańska – dawny majątek. Tereny, na których leżał, znajdują się obecnie na Białorusi, w obwodzie witebskim, w rejonie głębockim, w sielsowiecie Urzecze.

## Historia
W czasach zaborów dobra w gminie Zalesie, w powiecie dzisieńskim, w guberni wileńskiej Imperium Rosyjskiego. Pod koniec XIX wieku własność Oskierków, wcześniej Korsaków i Ciechanowieckich.
W latach 1921–1945 folwark a następnie majątek leżał w Polsce, w województwie wileńskim, w powiecie dziśnieńskim, w gminie Zalesie.
Według Powszechnego Spisu Ludności z 1921 roku zamieszkiwało tu 55 osób, 22 było wyznania rzymskokatolickiego, 33 prawosławnego. Jednocześnie 13 mieszkańców zadeklarowało polską a 42 białoruską przynależność narodową. Było tu 11 budynków mieszkalnych. W 1931 w 3 domach zamieszkiwało 35 osób.
Wierni należeli do parafii rzymskokatolickiej w Zalesiu i prawosławnej w Szarkowszczyźnie. Miejscowość podlegała pod Sąd Grodzki w Łużkach i Okręgowy w Wilnie; właściwy urząd pocztowy mieścił się w Zalesiu Dziśnieńskim.